# 伊根斯巴赫
伊根斯巴赫是德国巴伐利亚州的一个市镇。总面积19.09平方公里，总人口2144人，其中男性1088人，女性1056人（2011年12月31日），人口密度112人/平方公里。